# Irish Recorded Music Association
Die Irish Recorded Music Association (kurz IRMA) ist der Verband der irischen Musikindustrie. Sie ist eine Non-Profit-Organisation zur Verwaltung und Kontrolle dieser Branche in Irland.

## Ziele und Aktivitäten
- Die IRMA setzt sich für die Förderung und den Schutz der irischen Musikindustrie und deren Interessen ein. Insbesondere betreibt sie Lobbyarbeit, um ihre Mitgliedsunternehmen zu vertreten und gegen illegales Herunterladen von Musik vorzugehen. Hierbei unterstützt sie nicht nur lokale, sondern auch internationale Künstler.[3]

- Die offiziellen irischen Musikcharts werden ebenfalls von der IRMA erfasst und veröffentlicht. Diese gliedern sich in die Kategorien Top 100 Albums, Top 100 Singles, Top 10 Classical Albums, Top 10 Dance Singles, Top 20 Multi-Artist Compilation Albums, Top 30 Videos, Top 20 DVDs sowie Top 10 Music DVDs.

- Ausschließlich irische Unternehmen können Mitglied der IRMA werden. Alle Mitglieder zahlen einen jährlichen Beitrag, welcher abhängig von der Größe des Unternehmens ist.

- Seit dem 12. April 2005 geht die IRMA rechtlich gegen „Serien-Filesharer“ in Irland vor, welche illegal Musik im Internet veröffentlichen oder vertreiben. Am 15. November 2005 begann „Phase II“ ihrer Bekämpfung von Filesharing.[4]

- In der Vergangenheit hat die IRMA The IRMA Honours organisiert, die Verleihung eines Musikpreises zu Ehren des Lebenswerks irischer Musiker und Persönlichkeiten, welche die irische Musikindustrie beeinflusst hatten. Zu den Preisträgern gehören u. a. Bob Geldof, Larry Gogan und Christy Moore.[5]

- Mitte der 1990er präsentierte die IRMA die IRMA Music Awards, welche 2001 durch die jährlich vergebenen Meteor Ireland Music Awards abgelöst wurden.

## Vorgehen gegen Filesharing
Die IRMA einigte sich mit dem irischen Telekommunikationsunternehmen Eircom, mithilfe einer Drittorganisation Eircom-Benutzer beim Herunterladen von Musik-Raubkopien zu überwachen. Bei diesem System sollte das „Three strikes and you are out“-System angewendet werden.
Die Vereinbarung stieß jedoch bei der Digital Rights Ireland und IrelandOffline auf Kritik.
Die Organisation schickte Anwaltbriefe an unterschiedliche Unternehmen, darunter auch der Webhoster Blacknight solutions, dessen Geschäftsführer Michele Neylon den Brief auf der Website des Unternehmens veröffentlichte. Obwohl Blacknight Solutions kein Internetdienstanbieter ist, erhielten sie daraufhin einen Brief, in welchem angeboten wurde, ein ähnliches Arrangement wie mit Eircom auszuhandeln.
Proteste gegen das Vorgehen der IRMA werden von der Digital Rights Ireland sowie Blackout Ireland organisiert.

## Vorstand
- Dick Doyle (Director General)
- Sean Murtagh (Anti-Piracy Dept)
- Alex Callow (IRMA Membership Services)

Die Mitgliedsunternehmen werden vertreten durch:
- Willie Kavanagh (EMI Music Ireland)
- Pat Creed (Warner Music Ireland)
- Mark Crossingham (Universal Music Ireland)
- Annette Donnelly (Sony Music Ireland)
- Peter Kenny (RMG Chart Entertainment)
- Elvera Butler (Reekus Records)
- David O’Grady (Independent Records)

## Mitgliedsunternehmen
Die Website der IRMA listet derzeit 48 Mitgliedsunternehmen:
| - 1969 Records Ltd - Beaumex Ltd - Beefy Music Ltd - Cavallerro Records - Celtic Collections Ltd - Celtic Note Records - Claddagh Records Ltd - CMR Ltd - Cog Communications - Crashed Records Ltd - DCFE Music - Dolphin Traders Ltd - Emerald Music (Ireland) Ltd - EMI Records - Focal Records - Gable Records | - GFD Promotions - Gael Linn Teo - Gilded Artist & Label - Gold Eagle Music - Hazel Entertainments - IML Irish Music - ndi entertainment Ltd - Interactive Music Ltd - Kila Records - Julie Feeney - N4 Records Limited - Neon Blue Records - Outlet Recording Company Ltd - Abirgreen T/A PeeBee Music - Promo Sound Ltd - Raggedy Records | - Reekus Records - Religion Music Ltd - Ritz Production (Ireland) - Rubyworks Ltd - Sitric Records - Solid Records Limited - Sony Music Entertainment Ireland Ltd - Sumerset Recordings - Tara Music Ltd - TF Productions Ltd - Third Floor Music - Torc Music - Universal Music (Ire) Ltd - Warner Music - Wren Records (Ireland) Ltd - Yellow Furze Music Limited |

## Die IRMA Stiftung
1997 gründete die IRMA zusammen mit Phonographic Performance (Ireland) Limited eine Stiftung mit dem Ziel, die Chancen für junge Menschen zu verbessern, die eine Karriere in der Musikbranche anstreben. Die wichtigste Initiative der Stiftung ist hierbei die „Instrument Bank“, die jungen Leuten, die teilweise in benachteiligten Gemeinden in Irland leben, Musikinstrumente bereitstellt.

## Verleihungsgrenzen der Tonträgerauszeichnungen
| Auszeichnung | bis 31. Dezember 1990 | 1. Januar 1991 bis 31. Dezember 2006 | seit 1. Januar 2007 |
| ------------ | --------------------- | ------------------------------------ | ------------------- |
| Silber       | 5.000                 | 5.000                                | –                   |
| Gold         | 10.000                | 7.500                                | 7.500               |
| Platin       | 20.000                | 15.000                               | 15.000              |
| 2× Platin    | 40.000                | 30.000                               | 30.000              |
| …            |                       |                                      |                     |

| Auszeichnung | bis 31. Dezember 1974 | 1. Januar 1975 bis 31. Dezember 2006 | seit 1. Januar 2007 |
| ------------ | --------------------- | ------------------------------------ | ------------------- |
| Silber       | 50.000                | 7.500                                | –                   |
| Gold         | 100.000               | 10.000                               | 7.500               |
| Platin       | –                     | 15.000                               | 15.000              |
| 2× Platin    | –                     | 30.000                               | 30.000              |
| …            |                       |                                      |                     |

| Auszeichnung | seit 1. Januar 2007 |
| ------------ | ------------------- |
| Gold         | 2.000               |
| Platin       | 4.000               |
| 2× Platin    | 8.000               |
| …            |                     |